# Jan Anagnosta
Jan Anagnosta także Jan Anagnostes (gr.:  Ἰωάννης Ἀναγνώστης, Iōannēs Anagnōstēs) – bizantyński historyk żyjący w I połowie XV wieku. Autor Opowiadania o zdobyciu Tesaloniki.
Jan Anagnosta był rówieśnikiem Jana Kanana. Jako naoczny świadek opracował Opowiadanie o zdobyciu Tesaloniki (Diégesis perí tes teleutájas halòseos Thessalonikés). W sposób rzeczowy i zwarty opisał czterodniowe oblężenie i szturm zakończony zdobyciem Tesaloniki przez wojska Murada II. Tesalonika w lecie 1423 roku została przekazana przez despotę Andronika Paleologa, Wenecjanom, którzy zobowiązali się respektować prawa i obyczaje mieszkańców i wziąć na siebie obowiązek obrony i zaopatrzenia miasta. Niezadowolonym z obrotu sprawy Turkom starali się opłacać trybutem, który ze 100 000 asprów wzrósł do 300 000. Pod koniec marca 1430 roku Murad II na czele silnej armii osobiście przybył pod mury Tesaloniki. Zdobył ją po jednym gwałtownym szturmie.
Anagnosta napisał swą relację literackim językiem warstw wykształconych, odznaczającym się niemałym wdziękiem. W tekst wplótł cytaty zarówno z Pisma Świętego, jak i z Homera. Prawdopodobnie, wzięty do niewoli, nie mógł skończyć swego Opowiadania. Wstęp, zakończenie i niewielkie wstawki w tekście pochodzą od innego autora, być może mnicha.